# Олдерні
49°43′ пн. ш. 2°12′ зх. д. / 49.717° пн. ш. 2.200° зх. д.
Олдерні (англ. Alderney) — третій за величиною (7,9 км ², розміри приблизно 5х3 км) острів Нормандських островів в протоці Ла-Манш на відстані 160 км на південь від Великої Британії і 32 км на захід від Франції.
Олдерні — частина коронного володіння Британської корони Гернсі, однак, має свій прапор та герб.
Населення — близько 2,4 тис. осіб (2005). Єдине поселення, що займає більшу частину острова — Сент-Анна.
Перші поселення, виявлені на острові, відносяться до пізньої кам'яної доби.
Острів має свою валюту — фунт Олдерні, рівний британському фунту стерлінгів. Острів випускає свої марки і монети.

## Політика
До парламенту Гернсі входять два обрані представники Олдерні.
Власна рада Олдерні — Штати Олдерні (States of Alderney), що складаються з десяти депутатів та голови. Депутати штатів обираються прямим голосуванням терміном на чотири роки, при цьому вибори проходять раз на два роки, за одні вибори обирається п'ять депутатів.

## Клімат
Острів знаходиться у зоні, котра характеризується морським кліматом. Найтепліший місяць — серпень із середньою температурою 16.4 °C (61.5 °F). Найхолодніший місяць — лютий, із середньою температурою 6.3 °С (43.4 °F).
| Клімат Олдерні          | Клімат Олдерні | Клімат Олдерні | Клімат Олдерні | Клімат Олдерні | Клімат Олдерні | Клімат Олдерні | Клімат Олдерні | Клімат Олдерні | Клімат Олдерні | Клімат Олдерні | Клімат Олдерні | Клімат Олдерні | Клімат Олдерні |
| Показник                | Січ.           | Лют.           | Бер.           | Квіт.          | Трав.          | Черв.          | Лип.           | Серп.          | Вер.           | Жовт.          | Лист.          | Груд.          | Рік            |
| Абсолютний максимум, °C | 12             | 12             | 17             | 17             | 23             | 25             | 27             | 31             | 25             | 22             | 16             | 12             | 31             |
| Середній максимум, °C   | 8,6            | 8,4            | 9,7            | 11,3           | 14,2           | 16,5           | 18,7           | 18,9           | 17,7           | 15             | 11,8           | 9,5            | 13,4           |
| Середня температура, °C | 6,8            | 6,4            | 7,7            | 8,8            | 11,6           | 13,7           | 16             | 16,4           | 15,4           | 12,9           | 10             | 7,6            | 11,1           |
| Середній мінімум, °C    | 4,9            | 4,3            | 5,6            | 6,3            | 8,9            | 10,9           | 13,2           | 13,9           | 13,1           | 10,8           | 8,1            | 5,6            | 8,8            |
| Абсолютний мінімум, °C  | −1             | −7             | 0              | 2              | 0              | 6              | 11             | 10             | 11             | 7              | 5              | 0              | −7             |
| Днів з опадами          | 23             | 19             | 21             | 19             | 14             | 17             | 19             | 19             | 21             | 24             | 24             | 22             | 242            |
| Днів з дощем            | 13,8           | 11,1           | 11,7           | 9,1            | 7,9            | 7,9            | 7              | 7,2            | 8,4            | 12,1           | 15,2           | 13,7           | 125,2          |
| Днів зі снігом          | 0              | 2              | 0              | 0              | 0              | 0              | 0              | 0              | 0              | 0              | 0              | 0              | 2              |
| ----------------------- | -------------- | -------------- | -------------- | -------------- | -------------- | -------------- | -------------- | -------------- | -------------- | -------------- | -------------- | -------------- | -------------- |
| Джерело: Weatherbase    |                |                |                |                |                |                |                |                |                |                |                |                |                |

## Транспорт
Аеропорт Олдерні обслуговується авіакомпаніями Aurigny Air Services та Blue Islands. Аеропорт пов'язаний прямими авіарейсами всього з двома іншими аеропортами —  Гернсі та  Саутгемптон.
На острові розташована єдина діюча залізниця Нормандських островів — Залізниця Олдерні, фактично функціонує як атракціон і «живий» музей.

## Галерея
|  |

|  |  |